# Tulbaghia lightfooti
Tulbaghia lightfooti är en skalbaggsart som beskrevs av Louis Albert Péringuey 1904. Tulbaghia lightfooti ingår i släktet Tulbaghia och familjen Melolonthidae. Inga underarter finns listade i Catalogue of Life.